# Leopold Andrian
Leopold Giacomo Ferdinand Freiherr von Andrian zu Werburg, ab 1919  Leopold Giacomo Ferdinand Andrian (* 9. Mai 1875 in Berlin; † 19. November 1951 in Fribourg), war ein österreichischer Schriftsteller und Diplomat. Andrian war Mitglied des Dichterkreises um Stefan George und Hugo von Hofmannsthal.

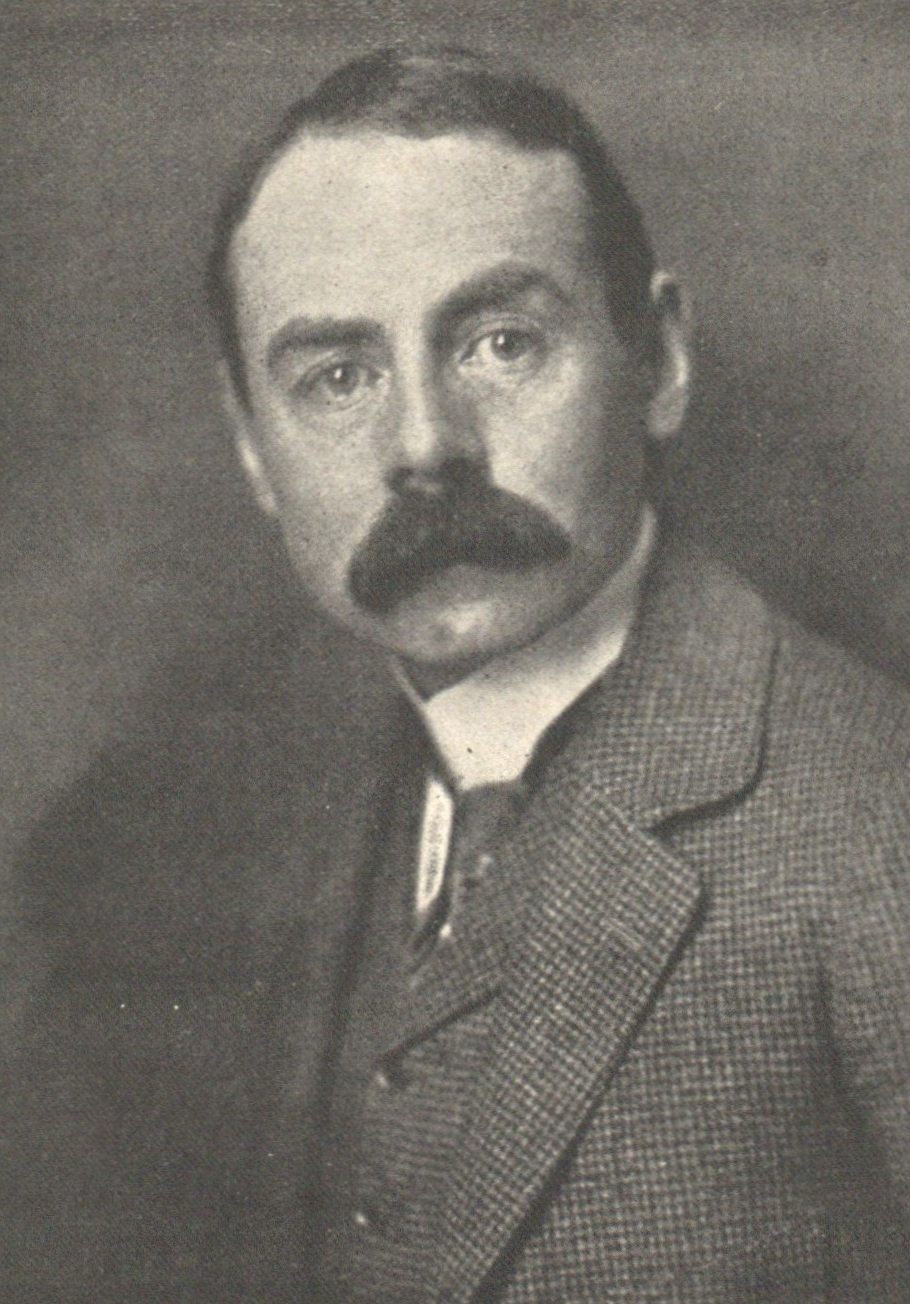
Leopold Andrian (1918)

## Leben

### Jugend und Studium

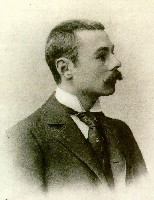
Leopold Andrian (um 1900)

Leopold Andrian stammte aus dem Adelsgeschlecht Andrian-Werburg und wurde als Sohn des Anthropologen und Geologen Ferdinand Freiherr von Andrian zu Werburg und Cäcilie geb. Meyerbeer (1836–1931), der Tochter des Komponisten Giacomo Meyerbeer in Berlin geboren. Von 1885 bis 1887 besuchte er das jesuitische Elitegymnasium Kalksburg. Von 1888 bis 1890 wurde Andrian durch seinen Hauslehrer Oskar Walzel unterrichtet und besuchte erst das Gymnasium in Meran und anschließend das Schottengymnasium in Wien.
1894 erschienen erste Gedichte Andrians in Stefan Georges Blättern für die Kunst. 1895 veröffentlichte er sein Hauptwerk, den Garten der Erkenntnis. An der Universität Wien begann er ein Studium der Rechtswissenschaften, das er 1899 mit der Promotion abschloss, nebenbei hörte er auch Vorlesungen über Geschichte, Philosophie und Literatur.
Seit seinem vierzehnten Lebensjahr war er sich seiner homosexuellen Neigungen bewusst, versuchte diese aber zeitlebens zu bekämpfen.
Der Historiker Manfried Rauchensteiner schrieb 1993, eine Duellaffäre Andrians mit einem Bäcker hätte seinem Freund Arthur Schnitzler den Stoff zur Novelle Lieutenant Gustl geliefert. Schnitzler selbst nannte hingegen eine andere Inspirationsquelle.

### Diplomat im Ersten Weltkrieg
Nach dem Abschluss seines Studiums wurde Andrian Konzeptsaspirant im k.u.k. Ministerium des Äußern, legte ein Jahr später die Diplomatenprüfung ab und wurde der österreichischen Gesandtschaft in Athen zugeteilt. 1902 wurde er als Gesandter nach Rio de Janeiro versetzt, 1905 kurzfristig nach Buenos Aires und kam danach an die Botschaft in Sankt Petersburg. Von 1907 bis 1908 war er Legationssekretär an der Gesandtschaft in Bukarest, danach wieder in Athen, Bukarest und schließlich Wien. 1911 übernahm Andrian die Leitung des Generalkonsulats in Warschau, die er bis 1914 innehatte.

#### Kriegsziele

Leopold Andrian (1911)

Nach Ausbruch des Ersten Weltkrieges wurde er in das k.u.k. Ministerium des Äußern berufen. Als Legationsrat Leopold Freiherr von Andrian-Werburg war er dort ein wesentlicher Architekt der Kriegszielpolitik Österreich-Ungarns. Im August 1914 legte er im Auftrag von Außenminister Graf Leopold Berchtold ein ausführliches Programm über die Frage österreichischen Gebietserwerbs im Nordosten im Falle eines glücklichen Krieges der Zentralmächte gegen Russland vor. Dieses Programm sah die Annexion von Teilen Podoliens und Wolhyniens vor, Kongresspolen sollte zu drei Vierteln an Österreich-Ungarn, der Rest an Deutschland gelangen. Die dualistische Struktur der Donaumonarchie würde, mit einem in erbländisch-böhmische und polnisch-ruthenische Teile zerfallenden Cisleithanien und einem um Dalmatien, Bosnien-Herzegowina und serbische Gebiete erweiterten Ungarn, bestehen bleiben.
Andrians zweite Denkschrift über die österreichisch-ungarischen Kriegsziele vom 6. Dezember 1914, die Übersicht der für den Friedensschluss in Erwägung zu ziehenden Lösungsmodalitäten der gegenwärtigen Krise, sah als „Minimalpostulate“ bei einem nur partiellen Sieg vor: Die Abtretung serbischer Grenzgebiete an Österreich und mazedonischer Gebiete an Bulgarien neben italienischen Kompensationen in Südalbanien, Korsika, Tunis, der französischen Riviera und Malta. Russland sollte das österreichische Verfügungsrecht auf dem Westbalkan anerkennen, Montenegro „eventuell“ den Lovćen abtreten und eine Personalunion mit Nordalbanien unter österreichisch-ungarischer Oberhoheit eingehen. Die „schlechtere Minimallösung“ sah einen Tausch Ostgaliziens und der Bukowina gegen westpolnische Gebiete vor, wobei die zahlenmäßig verstärkten Ukrainer Russland angeblich in einen „geschwächten Föderativstaat“ umwandeln würden.
Im Falle eines Sieges sah Andrian als „Maximalforderungen“ vor: Kongresspolen mit einem Grenzstreifen Wolhyniens und Podoliens, den Sandschak Novi Pazar und Gebiete in Serbien und Montenegro, wobei der westserbische Streifen mit Kolonisten als Militärgrenze organisiert werden sollte. Die im Süden erworbenen Gebiete würden wieder mit Dalmatien und Bosnien-Herzegowina an Ungarn fallen, Nordalbanien und „Restserbien“ unter österreichisch-ungarischer Oberhoheit stehen.
Im Falle einer völligen britischen Niederlage war sogar ein Übersee-Erwerb für Österreich-Ungarn vorgesehen; – laut Manfried Rauchensteiner ein Traumbild, gegen das aber offenbar niemand Einwände erhoben und vielleicht eindringlich auf die Realitäten hingewiesen hätte.
Andrian-Werburg ging von der Behauptung aus, die Monarchie führe im höheren und weiteren Sinne um die Existenz Krieg, was auf einen klassischen Sozialdarwinismus hinausläuft.

#### Gesandter in Warschau
Von August 1915 bis Anfang 1917 war Andrian wieder der Gesandte der Monarchie im jetzt deutsch beherrschten Warschau. In dieser Funktion beklagte er sich im Oktober 1915 in Wien, dass Kurt Riezler, der Vertraute des deutschen Reichskanzlers Theobald von Bethmann Hollweg in Warschau lebhafte Propaganda für den Anschluss Polens an Deutschlands mache. Dem folgte eine offizielle Beschwerde der Monarchie in Berlin.
Andrian war wie so viele der Meinung, dass man nach Gründung des polnischen Pufferstaates Galizien nicht mehr festhalten könne. Als Lösung schlug er Außenminister Stephan Burián vor, dem jungen Königreich gegen finanzielle und wirtschaftliche Vorteile das sogenannte Großfürstentum Krakau, unter Zugabe einiger angrenzender rein polnischer Bezirkshauptmannschaften (etwa bis zum Dunajec), als Morgengabe abzutreten. Das restliche Galizien, in dem die Ukrainer dann eine knappe Majorität besäßen, wäre dann nach seiner Einschätzung leicht zu behaupten.
1917 wurde er wieder in Wien zum Referenten für polnische Angelegenheiten bestimmt und nahm 1918 an den Friedensverhandlungen von Brest-Litowsk teil. Im 18. Juli 1918 wurde ihm der Titel Geheimer Rat verliehen.

### Freier Schriftsteller
Von 18. Juli 1918 bis zur Übernahme von Burgtheater und Hofoper durch den Staat Deutschösterreich Ende November 1918 war Andrian Generalintendant der k.k. Hoftheater. Mit Hugo von Hofmannsthal, Richard Strauss, Franz Schalk, Alfred Roller und Max Reinhardt trug er zum Konzept für die Salzburger Festspiele bei.
Er zog sich 1919 ganz ins Privatleben zurück und publizierte häufig in Zeitungen und Zeitschriften. 1920 nahm er die liechtensteinische Staatsbürgerschaft an und heiratete 1923.

### Emigration und Rückkehr nach Europa
Nachdem seine Schrift Österreich im Prisma der Idee. Katechismus der Führenden (erschienen 1937) nach dem „Anschluss“ Österreichs von der Gestapo verboten worden war, emigrierte Andrian nach Nizza und flüchtete im Juni 1940 über Spanien und Portugal nach Brasilien. Er hoffte dort alte Beziehungen aus seiner dortigen Zeit als Gesandter nutzen zu können. In Brasilien veröffentlichte er Teile seiner politisch-literarischen Memoiren, die in Fragmenten Ende 1940 und Anfang 1941 in der Zeitung Correio da Manhã in Rio de Janeiro erschienen.
Andrian wurde nach seiner Ankunft in Rio de Janeiro ein feierlicher Empfang bei der brasilianischen Schriftstellerakademie zuteil. Obwohl er meist zurückgezogen in Petrópolis lebte, gelang es ihm Beziehungen zu knüpfen, etwa zu Georges Bernanos und Hermann Mathias Görgen. Im Dezember 1945 kehrte Andrian nach Nizza zurück. Nach dem Tod seiner Ehefrau Andrée Wimpffen, die in Nizza geblieben war, im Jahre 1946 heiratete er 1949 ein zweites Mal. Von 1950 bis 1951 unternahm er noch eine Reise nach Rhodesien und Südafrika und starb nach der Rückkehr am 19. November 1951 im schweizerischen Fribourg im Alter von 76 Jahren.
Sein Grab befindet sich heute in der Familiengruft in Altaussee.

## Werk
Hugo von Hofmannsthal erkannte Andrians Talent für formal vollendete, melancholische impressionistisch-symbolistische Lyrik; auf seine Vermittlung hin wurden seine frühen Gedichte in Stefan Georges Blätter für die Kunst veröffentlicht. Außerdem war Andrian u. a. mit Hermann Bahr und Arthur Schnitzler befreundet. Andrian war Mitglied des Kreises „Jung-Wien“, einer Gruppierung österreichischer Künstler.
Andrians bedeutendstes Werk ist die 1895 veröffentlichte, von Hofmannsthal inspirierte lyrische Märchenerzählung Der Garten der Erkenntnis (ursprünglicher Titel: Das Fest der Jugend). Geschildert wird die Suche des narzisstischen Fürstensohns Erwin nach dem Geheimnis des Lebens, das er u. a. in Gestalt der Frau, der Mutterliebe, der Schönheit oder der rätselhaft ineinander verschlungenen Innen- und Außenwelt zu finden hofft. Seine Suche misslingt; nichts lässt sich wirklich greifen, alles bleibt fremd: So starb der Fürst, ohne erkannt zu haben, lautet der resignative Schlusssatz des Buchs. Erwin lebt in einer solipsistischen Eigenwelt, seine Träume sind ihm wirklicher als die äußere Wirklichkeit. In typischer Dandy-Haltung schaut er dem eigenen Leben zu statt es aktiv zu gestalten.
Der naiv-träumerische Inhalt und geheimnisvoll-abstrakte Stil der Erzählung wurden im George-Kreis sehr geschätzt. Einflüsse von Andrians Prosa sind in Hofmannsthals Andreas-Fragment und in Robert Musils Roman Die Verwirrungen des Zöglings Törleß nachzuweisen. Karl Kraus verspottete die Erzählung als Garten der Unkenntnis. Der George-Kreis hat allerdings nie die Einbettung Hugo von Hofmannsthals und Leopold von Andrians in einen österreichischen Kontext verstehen wollen.
In zwei späteren Schriften plädierte Andrian für strenge Sittlichkeit, christliche Ordnung und ein konservativ-utopisches Österreich als dessen Inbegriff. Dass Andrian außer diesen Texten nichts mehr publizierte und ein lebenslang geplantes Hauptwerk nicht zustande kam, lag nicht zuletzt an seinem erfolglosen Versuch, Kunst und Leben zu vereinbaren, und an seiner Homosexualität, die er mit seiner strikten Religiosität nicht vereinbaren konnte.
Allerdings sind Andrians politische Kommentare und Analysen aus der Zeit zwischen 1902 und 1918, die zum Teil im Haus-, Hof- und Staatsarchiv in Wien und in seinem Nachlass im Deutschen Literaturarchiv in Marbach am Neckar liegen, aufschlussreiche Quellen für das Verständnis der Habsburgermonarchie und das europäische Machtgefüge vor dem und im Ersten Weltkrieg.

## Werke

### Einzelausgaben und Sammlungen
- Der Garten der Erkenntnis. Erzählung. Fischer, Berlin 1895 (archive.org).
- Gedichte. De Zilverdistel, Haarlem 1913.
- Das Fest der Jugend. Des Gartens der Erkenntnis erster Teil und die Jugendgedichte. Fischer, Berlin 1919 (archive.org).
- Die Ständeordnung des Alls. Rationales Weltbild eines katholischen Dichters. Kösel & Pustet, München 1930.
- Österreich im Prisma der Idee. Katechismus der Führenden. Schmidt-Dengler, Graz 1937.
- Das Fest der Jugend. Die Jugendgedichte und ein Sonett. Schmidt-Dengler, Graz 1948.
- Leopold Andrian und die Blätter für die Kunst. Gedichte, Briefwechsel mit Stefan George und anderes. Herausgegeben und eingeleitet von Walter H. Perl, Hauswedell, Hamburg 1960.
- Frühe Gedichte. Herausgegeben von Walter H. Perl. Hauswedell, Hamburg 1972.
- Fragmente aus "Erwin und Elmire". Herausgegeben, eingeleitet und kommentiert von Joëlle Stoupy, Castrum-Peregrini, Amsterdam 1993.
- Der Garten der Erkenntnis und andere (das sind: 1. Vorrede zur 4. Aufl. des GdE; 2. Hannibal, Romanzen-Zyklus; 3. Erwin und Elmire, Fragmente; 4. Erstdrucke in den Blättern für die Kunst; 5. Weitere Erstdrucke zu Lebzeiten; 6. Gedichte aus dem Nachlass; 7. Textnachweise, 8. Nachwort des Herausgebers sowie Zeittafel, Sekundärliteratur, Register der Gedichttitel und -anfänge) Dichtungen. Hrsg. & Nachwort Dieter Sudhoff. Igel, Oldenburg 2003, ISBN 3-89621-158-7.

### Briefwechsel
- Briefwechsel. Hugo von Hofmannsthal, Leopold von Andrian. Hrsg. von Walter H. Perl. Fischer, Frankfurt am Main 1968.
- Correspondenzen. Briefe an Leopold von Andrian. 1894–1950. Hrsg. von Ferruccio DelleCave. Deutsche Schillergesellschaft, Marbach, 1989 (= Marbacher Schriften 29) ISBN 3-7681-9984-3.
- Leopold von Andrian (1875–1951). Korrespondenzen, Notizen, Essays, Berichte. Hrsg. von Ursula Prutsch und Klaus Zeyringer. Böhlau, Wien 2003 (= Veröffentlichungen der Kommission für Neuere Geschichte Österreichs 97) ISBN 3-205-77110-9.